# Akilleshæl
En akilleshæl er et sårbart punkt eller en svaghed. Udtrykket bruges som et sprogligt virkemiddel i daglig tale. 
Begrebet stammer fra et oldgræsk sagn om Achilleus, hvis mor gjorde ham usårlig ved som spæd at dyppe ham i floden Styx. Hun måtte imidlertid holde fast om hælen på barnet for ikke at tabe ham, så hælen blev ikke beskyttet, og netop dér ramte Prins Paris ham med en pil.
| Fiktion | Spire Denne artikel om en historie eller noget fiktivt er en spire som bør udbygges. Du er velkommen til at hjælpe Wikipedia ved at udvide den. |